# Friend (Nebraska)
Friend es una ciudad ubicada en el condado de Saline en el estado estadounidense de Nebraska. En el Censo de 2010 tenía una población de 1027 habitantes y una densidad poblacional de 479,48 personas por km².

## Geografía
Friend se encuentra ubicada en las coordenadas 40°39′2″N 97°17′2″O / 40.65056, -97.28389. Según la Oficina del Censo de los Estados Unidos, Friend tiene una superficie total de 2.14 km², de la cual 2.14 km² corresponden a tierra firme y (0%) 0 km² es agua.

## Demografía
Según el censo de 2010, había 1027 personas residiendo en Friend. La densidad de población era de 479,48 hab./km². De los 1027 habitantes, Friend estaba compuesto por el 98.15% blancos, el 0.39% eran afroamericanos, el 0.1% eran amerindios, el 0.39% eran asiáticos, el 0% eran isleños del Pacífico, el 0.39% eran de otras razas y el 0.58% pertenecían a dos o más razas. Del total de la población el 2.43% eran hispanos o latinos de cualquier raza.